# Liste der Finanzminister von Sachsen
Die Liste der Finanzminister von Sachsen bietet einen Überblick über die Finanzminister des Freistaates Sachsen und seiner Vorgängerstaaten.
Aufgeführt sind die Minister seit Errichtung der ersten sächsischen Landesregierung 1831. Bereits zuvor gab es vergleichbare Ämter, wie beispielsweise das des Generalakzisedirektors, das einst Heinrich von Brühl innehatte. Diese sind in dieser Liste folglich nicht enthalten.
| Name                                           | Amtsantritt                                       | Kabinett                                  | Partei          |
| ---------------------------------------------- | ------------------------------------------------- | ----------------------------------------- | --------------- |
| Heinrich Anton von Zeschau                     | 1. Dezember 1831 September 1843                   | Lindenau Könneritz                        |                 |
| Robert Georgi                                  | 16. März 1848                                     | Braun                                     |                 |
| Karl Wolf von Ehrenstein                       | 24. Februar 1849                                  | Held                                      |                 |
| Johann Heinrich August Behr                    | 2. Mai 1849                                       | Zschinsky                                 |                 |
| Richard von Friesen                            | 28. Oktober 1858 Oktober 1866 1. Oktober 1871     | Beust Falkenstein Friesen                 |                 |
| Léonçe Robert von Könneritz                    | 1. November 1876                                  | Fabrice                                   |                 |
| Hans von Thümmel                               | 17. März 1890 25. März 1891                       | Fabrice Gerber/Thümmel                    |                 |
| Werner von Watzdorf                            | 12. Februar 1895 15. Juni 1901                    | Schurig Metzsch-Reichenbach I             |                 |
| Konrad Wilhelm von Rüger                       | 10. Februar 1902 30. April 1906                   | Metzsch-Reichenbach II Rüger              |                 |
| Ernst von Seydewitz                            | 1. Dezember 1910 21. Mai 1914                     | Otto/Hausen Beck                          |                 |
| Max Otto Schröder                              | 26. Oktober 1918                                  | Heinze                                    |                 |
| Friedrich Geyer                                | 15. November 1918                                 | Lipinski                                  | USPD            |
| August Emil Nitzsche                           | 22. Januar 1919 14. März 1919                     | Gradnauer I Gradnauer II                  | SPD             |
| Emil Robert Nitzschke                          | 6. Oktober 1919                                   | Gradnauer II                              | DDP             |
| Peter Reinhold                                 | 5. Mai 1920                                       | Buck I                                    | DDP             |
| Max Heldt                                      | 9. Dezember 1920 5. Dezember 1922 21. März 1923   | Buck II Buck III Zeigner                  | SPD             |
| Paul Böttcher                                  | 12. Oktober 1923                                  | Zeigner                                   | KPD             |
| Max Heldt                                      | 31. Oktober 1923                                  | Fellisch                                  | SPD             |
| Peter Reinhold                                 | 4. Januar 1924                                    | Heldt I                                   | DDP             |
| Julius Dehne                                   | 27. Januar 1926                                   | Heldt I                                   | DDP             |
| Hugo Weber                                     | 13. Januar 1927 1. Juli 1927 25. Juni 1929        | Heldt II Heldt III Bünger                 |                 |
| Hans R. Hedrich                                | 6. Mai 1930                                       | Schieck                                   | DDP             |
| Friedrich Johannes Kluge (kommissarisch)       | 10. März 1933                                     | Killinger                                 | parteilos       |
| Rudolf Kamps                                   | 6. Mai 1933 28. Februar 1935                      | Killinger Mutschmann                      | NSDAP           |
| Gerhard Rohner                                 | 4. Juli 1945 12. Dezember 1946 30. Juli 1947      | Friedrichs I Friedrichs II Seydewitz I    | CDU             |
| Carl Ulbricht                                  | 1. März 1950                                      | Seydewitz I                               | CDU             |
| Wilhelm Adam                                   | 24. November 1950                                 | Seydewitz II                              | NDPD            |
| Von 1952 bis 1990 existierte kein Land Sachsen |                                                   |                                           |                 |
| Georg Milbradt                                 | 8. November 1990 6. Oktober 1994 26. Oktober 1999 | Biedenkopf I Biedenkopf II Biedenkopf III | CDU             |
| Thomas de Maizière                             | 30. Januar 2001                                   | Biedenkopf III                            | CDU             |
| Horst Metz                                     | 2. Mai 2002 11. November 2004                     | Milbradt I Milbradt II                    | CDU             |
| Stanislaw Tillich                              | 1. Oktober 2007                                   | Milbradt II                               | CDU             |
| Georg Unland                                   | 18. Juni 2008 30. September 2009                  | Tillich I Tillich II                      | parteilos / CDU |
| Matthias Haß                                   | 18. Dezember 2017                                 | Kretschmer I                              | CDU             |
| Hartmut Vorjohann                              | 20. Dezember 2019                                 | Kretschmer II                             | CDU             |
| Christian Piwarz                               | 19. Dezember 2024                                 | Kretschmer III                            | CDU             |